# Auguste Frédéric Louis Viesse de Marmont, duc de Raguse

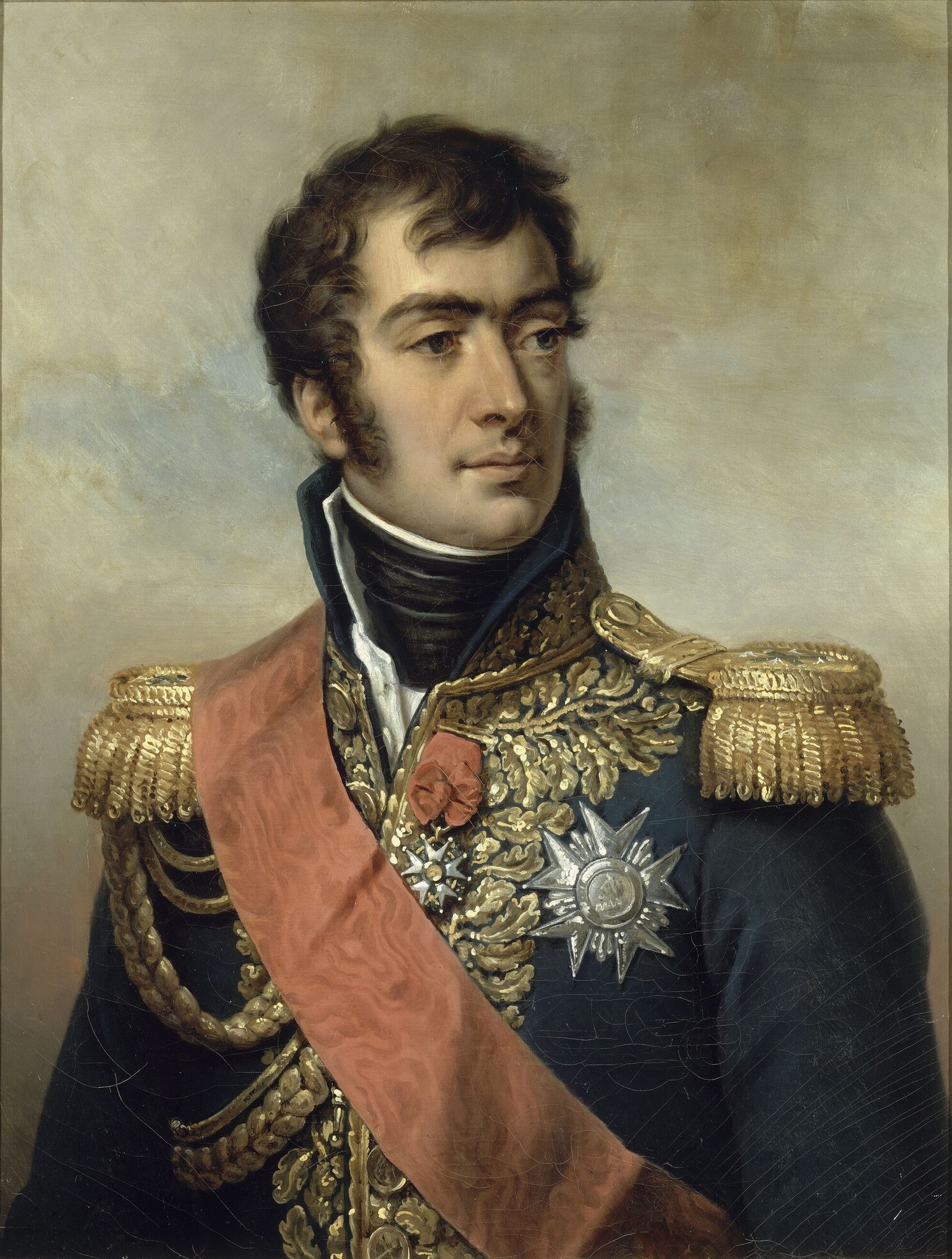
Auguste de Marmont (Porträt von Jean-Baptiste Paulin Guérin)

Auguste-Frédéric-Louis Viesse de Marmont (kurz Auguste de Marmont genannt; * 20. Juli 1774 in Châtillon-sur-Seine; † 2. März 1852 in Venedig) war ein französischer Offizier (Colonel général der Jäger zu Pferde) in der Zeit der Revolutionskriege, der durch Napoleon zum Duc de Raguse (Herzog von Ragusa) erhoben und zum Maréchal d’Empire ernannt wurde.

## Biografie
Als Sohn eines adligen Offiziers trat Marmont, 15 Jahre alt, als Sous-lieutenant in die Infanterie ein, ging aber bald zur Artillerie über, machte bei der Belagerung von Toulon die Bekanntschaft Napoleon Bonapartes, dem er sich mit Begeisterung anschloss, und wurde von diesem 1796 als Adjutant zum italienischen Feldzug mitgenommen. Er trug bei der Schlacht bei Castiglione wesentlich zum Sieg bei.
Als Chef de brigade (der Dienstgrad wurde zwischen 1793 und 1803 anstelle des Colonel verwendet) begleitete Marmont 1798 Bonaparte nach Ägypten, kehrte als Général de brigade 1799 zurück, unterstützte den Staatsstreich vom 18. Brumaire und wurde danach zum Mitglied des Staatsrats ernannt. Im Feldzug von 1800 in Italien befehligte er die Artillerie und wurde nach der Schlacht bei Marengo Général de division. Als Kommandant der in den Niederlanden stationierten Truppen führte er diese 1805 über den Rhein nach Österreich, wurde nach dem Pressburger Frieden mit seinem Korps nach Dalmatien geschickt, um die Republik Ragusa gegen die Invasion der Russen und Montenegriner zu sichern, schlug am 31. Oktober 1807 die Russen bei Castelnuovo und verwaltete das Land bis 1809. Er erwarb sich durch Anlegung mehrerer Küstenstraßen Verdienste und erhielt im napoleonischen Adel (noblesse impériale) den Titel eines Herzogs von Ragusa.

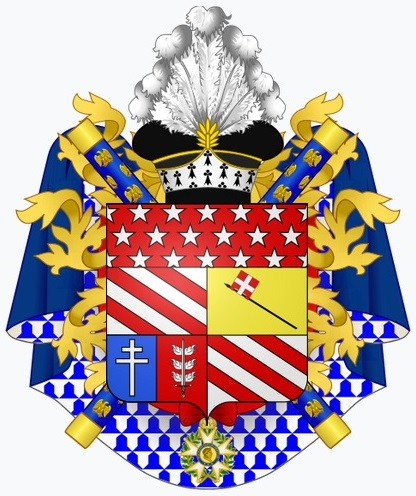
Nach den Regeln der napoleonischen Heraldik gestaltetes Wappen de Marmonts als Duc de Raguse (Herzog von Ragusa)

Am Tag nach der Schlacht bei Wagram (6. Juli 1809) erhielt Marmont das Kommando über eine der Avantgarden der Grande Armée  und schlug die Österreicher am 10. Juli 1809 in der Schlacht bei Znaim und wurde zum Maréchal d’Empire ernannt.
Nachdem Marmont 18 Monate lang den Posten eines Generalgouverneurs von Illyrien bekleidet hatte, übertrug ihm der Kaiser 1811 das Kommando in Portugal an Massénas Stelle. Am 22. Juli 1812 lieferte er Wellington die unglückliche Schlacht bei Salamanca, bei der ihm eine Kugel den rechten Arm zerschmetterte.

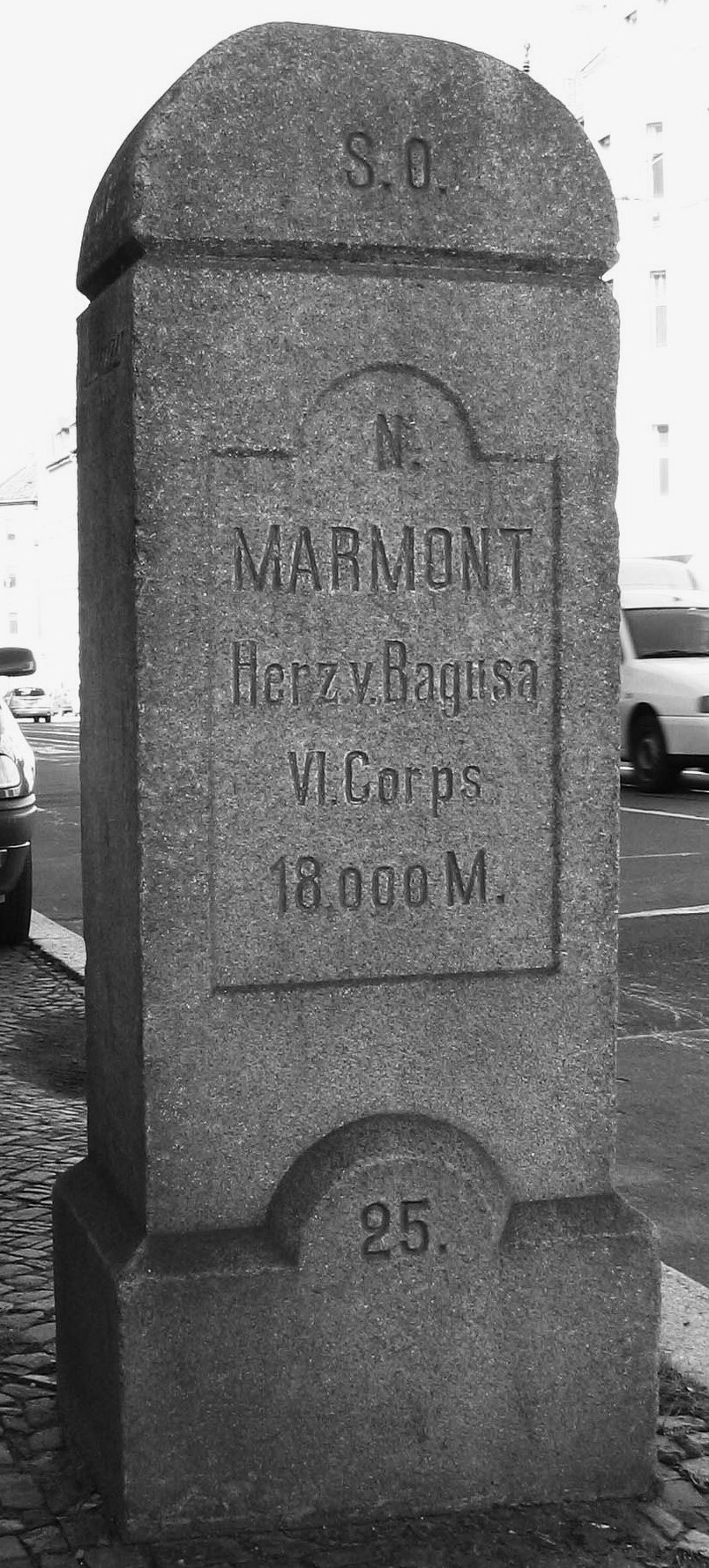
Apelstein Nr. 25 in Leipzig

Im Frühjahr 1813 übernahm er den Befehl über das VI. Korps in Sachsen. Am 2. Mai kämpften seine Truppen in der Schlacht bei Großgörschen, sein Widerstand erlaubte Napoleon Verstärkungen heranzuführen und die Schlacht zu gewinnen. Am 9. Mai rücken Marmonts Truppen in die sächsische Landeshauptstadt Dresden ein und kämpften am 20. und 21. Mai in der Schlacht bei Bautzen. Nach der Unterzeichnung des Waffenstillstands am 2. Juni nahm das französische VI. Korps Stellungen bei Bunzlau ein. Der Waffenstillstand lief am 17. August aus, Napoleon erwartete den Angriff der Böhmischen Armee auf Dresden. Er befahl dem Korps Marmont so schnell wie möglich zur Stadt anzurücken. Am zweiten Tag der Schlacht bei Dresden (27. August) stand das VI. Korps gegenüber den Österreichern im Zentrum. Am nächsten Tag wurden Marmonts Truppen zur Verfolgung der böhmischen Armee angesetzt. Während des Monats September wurde die französische Armee allmählich in der Ebene von Leipzig konzentriert. Während der Völkerschlacht bei Leipzig  standen Marmonts Truppen am Nordabschnitt gegenüber den Preußen unter Blücher. In der Schlacht bei Möckern schlugen seine Truppen drei Tage lang wiederholte Angriffe der Schlesischen Armee ab. Inmitten seiner Truppen kämpfte Marmont am 16. Oktober unter dem Feuer von 150 feindlichen Kanonen. Mehrere Offiziere seines Stabes werden an seiner Seite getötet oder verwundet. Als sich am 18. Oktober die Niederlage abzeichnete, entstand beim Rückzug an der Brücke in der Stadt ein riesiger Stau. Marmonts Adjutanten waren gezwungen, mit Gewalt durch die französischen Reihen durchzubrechen, um auch Marmont durchschleusen zu können. Mehr als 20.000 Franzosen, darunter ein großer Teil von Marmonts Truppen wurden abgeschnitten und gingen in Gefangenschaft. Mit dem Rest der Grande Armée zog sich Marmont zum Rhein in Richtung Mainz zurück. Als in der Schlacht bei Hanau eine frische österreichisch-bayerische Armee unter Wrede den Rückzug nach Frankreich verwehren wollte, war es Marmont, der den Rückzug der Franzosen sicherte.
Im Frankreichfeldzug von 1814 wurde Marmonts Korps wieder aufgestellt, doch er vereitelte Napoleons letzte Hoffnungen auf den Sieg, indem er aufgrund eines Geheimabkommens mit Karl Philipp zu Schwarzenberg kapitulierte und damit die Verteidigungslinie des Kaisers aufbrach. Seitdem ist raguser (von Ragusa, der heutigen kroatischen Stadt Dubrovnik, dem Herzogstitel Marmonts) in Frankreich ein Synonym für verraten.
Nach der Niederlage Napoleons bestätigte ihn Ludwig XVIII. als Gegenleistung für diesen Treuebruch in seinen Würden und Ämtern und ernannte ihn zum Pair von Frankreich und Kapitän der Garde du corps du roi, am 20. März 1815 auch zum Chef der königlichen Haustruppen, die den König daraufhin auf seiner Flucht nach Gent begleiteten. Während der Hundert Tage strich Napoleon Marmont von der Liste der Marschälle. 1826 ging er als außerordentlicher Botschafter nach Petersburg, um Zar Nikolaus I. zur Thronbesteigung zu beglückwünschen.
Danach lebte Marmont teils auf seinen Gütern bei Châtillon, wo er große Eisenwerke anlegte, teils in Paris, wo er öfters als Redner in der Pairskammer auftrat.
Während der Julirevolution erteilte ihm am 26. Juli 1830 Karl X. den Befehl über die 1. Militärdivision, doch vermochte Marmont den Aufstand der Hauptstadt nicht zu unterdrücken und zog sich am Abend des 29. Juli mit 6.000 Schweizern und den wenigen treu gebliebenen Bataillonen aus Paris zurück. Er folgte Karl X. ins Ausland und unternahm später Reisen nach England, Spanien, Russland und die Türkei. Seine letzten Lebensjahre verlebte er in Wien und Venedig.
1852 versuchte Marmont eine Fusion der französischen Legitimisten mit den Orléanisten zustande zu bringen, starb aber am 2. März 1852 ohne Nachkommen in Venedig. Er wurde in seiner Geburtsstadt Châtillon-sur-Seine beigesetzt. Marmont war einer der gebildetsten und tüchtigsten Feldherren des französischen Kaiserreiches.

## Ehrungen
1816 wurde Marmont in die Académie des sciences aufgenommen. Sein Name ist am Triumphbogen in Paris in der 24. Spalte eingetragen.
In Kroatien ist in der Hafenstadt Split die Marmontova-Straße nach ihm benannt; in der Stadt Makarska steht kurz nach der Einfahrt von Nordwesten ein Denkmal zu seinen Ehren; und auch in Karlovac findet sich eine nach ihm benannte Marmont Allee. Eine Marmontova ulica gibt es schließlich auch im slowenischen Maribor.
Marmont war unter Napoleon Colonel général des chasseurs à cheval.